# شهرستان وانچوان
شهرستان وانچوان (به لاتین: Wanquan District) یک شهرستان‌های جمهوری خلق چین و ناحیه (چین) در چین است که در جانگجیاکو واقع شده‌است.
 شهرستان وانچوان ۱٬۱۵۸ کیلومتر مربع مساحت و ۲۲۰٬۰۰۰ نفر جمعیت دارد و ۷۵۱ متر بالاتر از سطح دریا واقع شده‌است.